# 联合国调解人
联合国调解人（UN Peacemaker）是支持国际上从事维持和平的工作者的联合国的信息和知识管理工具。
它为国际调停者提供资源，例如：和解协议、调停的托管授权等。数据库内有1945年以来签署的各种和解协议350多个，以及从书中摘录的突出显著分析、联合国调解和相关主题的文件、条款和摘录500多篇。而且，联合国调解人包括一个广泛的法律图书馆，是引导联合国努力从事和平调解的法律体系。另外，可以方便的从该站点获得调解的相关知识，如：调停者工具箱、学术课堂、案件摘要、操作的指导说明、知识短文以及关于和平协议、和平进程管理的评论。
调解课程内容来源于联合国广泛的调解经验。指导和评论均来自于与联合国职员和联合国调解人的采访。
在联合国政治事务部门提供建议，联合国秘书长及其代表们解决国际争执和内部冲突的整体努力下，该项目于2006年10月3日公开启动。